# Syllepte iophanes
Syllepte iophanes là một loài bướm đêm trong họ Crambidae.